# The Invisible Woman
The Invisible Woman är en brittisk biografisk dramafilm från 2013 i regi av Ralph Fiennes. Filmen är baserad på Claire Tomalins bok The Invisible Woman: The Story of Nelly Ternan och Charles Dickens. I huvudrollerna ses Ralph Fiennes, Felicity Jones, Kristin Scott Thomas och Tom Hollander.

## Om filmen
Filmen hade premiär på Telluride Film Festival den 31 augusti 2013 och släpptes i Storbritannien den 7 februari 2014.
The Invisible Woman nominerades för en Oscar för bästa kostym (Michael O'Connor) på Oscarsgalan 2014.

## Rollista i urval
| Ralph Fiennes        | – Charles Dickens             |
| Felicity Jones       | – Ellen Ternan                |
| Kristin Scott Thomas | – Catherine Ternan            |
| Tom Hollander        | – Wilkie Collins              |
| Joanna Scanlan       | – Catherine Dickens           |
| Michelle Fairley     | – Caroline Graves             |
| Jonathan Harden      | – Mr. Arnott                  |
| Tom Burke            | – Mr. George Wharton Robinson |
| Perdita Weeks        | – Maria Ternan                |
| John Kavanagh        | – pastor Benham               |
| Amanda Hale          | – Fanny Ternan                |

### Fotnoter
1. ↑  ”The Invisible Woman (2013)” (på engelska). boxofficemojo.com. http://www.boxofficemojo.com/movies/?id=invisiblewoman.htm. Läst 23 april 2014.
2. ↑  ”40th Telluride Film Festival Program Guide” (på engelska) (PDF). TFF. 2013. Arkiverad från originalet den 6 september 2015. https://web.archive.org/web/20150906111335/http://www.telluridefilmfestival.org/assets/guides/40th_TFF_program_guide_final4.pdf. Läst 23 april 2014.
3. ↑  Busis, Hillary (16 januari 2014). ”Oscars 2014: And the nominees are...” (på engelska). insidemovies.ew.com. Arkiverad från originalet den 16 januari 2014. https://web.archive.org/web/20140116192425/http://insidemovies.ew.com/2014/01/16/oscars-nominations-academy-awards-2014/. Läst 23 april 2014.